# 中国国民党上海市党部
中国国民党上海市执监委员会，又稱中国国民党上海市党部，是中国国民党曾在中華民國上海市成立的一個附屬组织。在中国国民党第二次全国代表大会後，當時國民黨裡有人決定撤銷上海執行部並成立上海市党部，之後在1949年5月因上海被中國共產黨接管而消亡。

## 组织历史
| 1923      | 联俄容共                 |
| 1924      | 第一次全国代表大会       |
| 1925      |                          |
| 1926      | 召开上海市第一次代表大会 |
| 1926      | 成立上海市党部           |
| 1927      | 北伐军占领上海市         |
| 1927      | 清党                     |
| 1928      | 整理党务                 |
| 1929–1936 |                          |
| 1937      | 日军占领上海市           |
| 1938–1944 |                          |
| 1945      | 日本投降                 |
| 1946–1947 |                          |
| 1948      | 与三青团合并             |
| 1949      | 解放军占领上海市         |

上海市党部的前身为中国国民党上海执行部。西山会议后，上海执行部被上海中央控制，中国国民党第二次全国代表大会决定撤销上海执行部，成立上海市党部。
1925年7月，當時還在廣州的中央黨部指派张廷灏、恽代英、刘重民三人進行筹划。恽代英、王守谦擔任負責人。在1926年1月1日召开上海市全市代表大会中，成立上海执行委员会，最初的执委会會址位于上海大学，之後搬遷至贝勒路，然後又遷至陶尔斐斯路。1927年3月21日，国民革命军抵达上海后，迁至江苏教育会原址办公。
四一二政变时，陈群接管上海市党部，並组成中国国民党上海临时执行委员会。1928年2月，成立中国国民党上海特别委员会。1929年2月，上海市第五次代表大会选举产生中国国民党上海特别市第一届执监委员会，之后第六、七、八次代表大会产生了第二、三、四届执监委员会。
1934年1月，迁至枫林桥办公。
1937年淞沪会战时，迁入上海公共租界區，之后精简了机构。1939年8月，书记长蔡洪田投靠汪精卫政权，带领部分党员参加汪精卫政权的中国国民党第六次全国代表大会，使组织陷入瘫痪。1939年11月，中央派吴绍澍任主任委员，先在辣斐德路设电台，太平洋战争爆发后被占领破获，又在亚尔培路设电台，张渚建一转报台。1943年5月，电台被破获；10月，转报台也无法工作。1944年1月，在浦东设电台，另在浙江、安徽设转报台，直至抗日战争结束。1948年，中国国民党和三民主义青年团合并，三青团上海支团部干事转为执委会委员。
1949年5月，上海被中共接管、政权交替，或是于此时消亡。

## 会议
| 会议名称                 | 时间              | 地点           |
| ------------------------ | ----------------- | -------------- |
| 上海市第一次代表大会     | 1926年1月1日      | 上海大学       |
| 上海市第二次代表大会     | 1926年4月3日      |                |
| 上海市第三、四次代表大会 | 1927年3月21日     | 上海法政大学   |
| 上海市第五次代表大会     | 1929年2月10日     | 市党部         |
| 上海市第六次代表大会     | 1930年3月1日-5日  |                |
| 上海市第七次代表大会     | 1931年7月1～2日   | 市党部大礼堂   |
| 上海市第八次代表大会     | 1932年9月17～19日 |                |
| 上海市第九次代表大会     | 1947年8月         | 塘沽路市参议会 |

## 領導
| 機構名称                   | 職務                                                 | 姓名                                           | 任職時間                                |
| -------------------------- | ---------------------------------------------------- | ---------------------------------------------- | --------------------------------------- |
| 中国国民党上海特别党部     | 执行委员 常委                                        | 惲代英 王守謙                                  | 1925~1927                               |
| 中国国民党上海特别委员会   | 委員                                                 | 陈群                                           | 1927~1928                               |
| 中国国民党上海市执行委员会 | 常委 主任委员 书记长 主任委员 书记长 主任委员 书记长 | 吴开先 童行白 蔡洪田 吴绍澍 陈宝骅 方治 谢仁钊 | 1931~1938 1938~1939 1939~1947 1947~1949 |